# 김일배
김일배(金日培, ? ~ 1973년 3월 21일)는 일제강점기 및 대한민국의 야구인이였다.
과거 대한민국 야구계의 원로로서 선수와 지도자 및 심판과 대한야구협회의 의원으로 활동했었다.또한 경성 축구단에서도 활동하는 등 야구 외의 스포츠에서도 활동했었다.